# Naloxonă
Naloxona face parte din grupa medicamentelor antagoniste opioide acționând ca substanță concurentă a opioidelor de blocare a receptorilor opiozi. Prin acest mecanism blochează parțial sau total acțiunea opiodelor. Naloxona are o acțiune farmacologică care durează cca. două ore având o durată mai scurtă ca cele mai multe opioide, din care este necesară repetarea injectării medicamentului.
Se află pe lista medicamentelor esențiale ale Organizației Mondiale a Sănătății.